# Atak na posterunek
Atak na posterunek (oryg. Assault on Precinct 13) – film z 2005 roku w reżyserii Jeana-François Richeta. Remake Ataku na posterunek 13. Johna Carpentera (1976).
Zdjęcia do filmu kręcono w dniach od 5 kwietnia do 30 czerwca 2004 roku w Detroit w Stanach Zjednoczonych oraz w Hamilton i Toronto w Kanadzie. Premiera filmu miała miejsce w Stanach Zjednoczonych i w Kanadzie 19 stycznia 2005 roku, w Polsce 10 czerwca 2005 roku.

## Fabuła
Sylwestrowa noc w Detroit. Noworoczną imprezę na 13 posterunku psuje informacja, że szalejąca na zewnątrz zamieć zatrzymała konwój wiozący grupę więźniów, w tym aresztowanego niedawno króla podziemia Mariona Bishopa (Laurence Fishburne). Skazani mają spędzić noc na najbliższym, czyli 13 posterunku. Najstarszy stopniem sierżant Roenick (Ethan Hawke) niechętnie podejmuje się niewdzięcznego zadania. I słusznie. Wkrótce po północy placówka zostaje zaatakowana. Zamieć, która zatrzymała konwój, zerwała również łączność między posterunkiem a światem. Policjanci i więźniowie mogą liczyć tylko na siebie w walce z lepiej uzbrojonym i liczebniejszym przeciwnikiem. Początkowo wydaje się, że napastnikami są podwładni Bishopa – już wkrótce jednak okazuje się, że za atakami stoją nie kryminaliści, lecz skorumpowani policjanci.

## Obsada
- Ethan Hawke – sierżant Jake Roenick
- Laurence Fishburne – Marion Bishop
- Gabriel Byrne – kapitan Marcus Duvall
- Maria Bello – doktor Alex Sabian
- Drea de Matteo – Iris Ferri
- John Leguizamo – Hagen
- Ja Rule – Smiley
- Brian Dennehy – sierżant Jasper O’Shea
- Sasha Roiz – Jason Elias
- Currie Graham – Michael Kahane
- Aisha Hinds – Anna
- Matt Craven – oficer Kevin Capra
- Fulvio Cecere – Ray Portnow
- Peter Bryant – porucznik Holloway
- Kim Coates – oficer Rosen
- Hugh Dillon – Tony
- Tig Fong – Danny Barbero
- Jasmin Geljo – Marko
- Jessica Greco – Coral
- Dorian Harewood – Gil